# Suquamish
Suquamish is een plaats (census-designated place) in de Amerikaanse staat Washington, en valt bestuurlijk gezien onder Kitsap County.

## Demografie
Bij de volkstelling in 2000 werd het aantal inwoners vastgesteld op 3510.

## Geografie
Volgens het United States Census Bureau beslaat de plaats een oppervlakte van
19,3 km², waarvan 17,7 km² land en 1,6 km² water. Suquamish ligt op ongeveer 17 m boven zeeniveau.

## Plaatsen in de nabije omgeving
De onderstaande figuur toont nabijgelegen plaatsen in een straal van 12 km rond Suquamish.